# Jiří Mužík

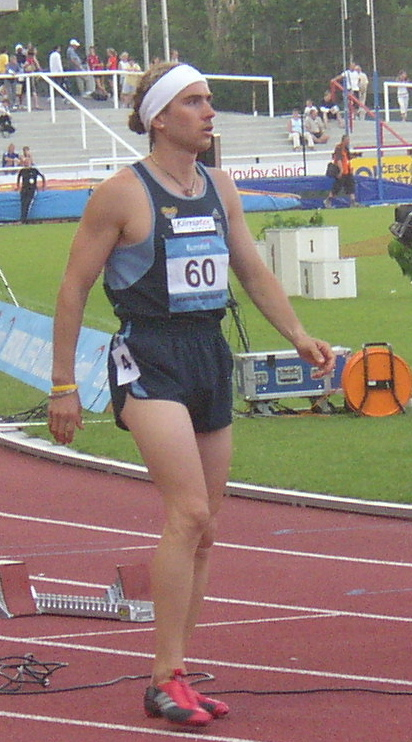
Jiří Mužík 2005 beim Odložil Memorial in Prag

Jiří Mužík (* 1. September 1976 in Plzeň) ist ein tschechischer Leichtathlet, der vor allem im 400-Meter-Hürdenlauf und mit der 4-mal-400-Meter-Staffel erfolgreich war.
Mužík lief am 1. Juni 1997 sein erstes 400-Meter-Hürdenrennen. Mitte Juli 1997 belegte er bei den U23-Europameisterschaften den vierten Platz über die Hürden und gewann mit der Staffel Silber. Am 3. August lief er im Halbfinale der Weltmeisterschaften 1997 mit 48,27 s die schnellste Zeit seiner Karriere, am nächsten Tag wurde er im Finale Achter in 49,51 s. Einen Monat später belegte er bei der Universiade den vierten Platz.
Bei den Europameisterschaften 1998 in Budapest erreichte Mužík zweimal das Finale, wurde aber sowohl über die Hürden als auch mit der Staffel nur Siebter. Nachdem er bei den Weltmeisterschaften 1999 im Halbfinale ausgeschieden war, startete er bei den Halleneuropameisterschaften 2000 mit der tschechischen Staffel. Als Startläufer nahm er dem deutschen Ingo Schultz eine Sekunde ab, am Ende gewannen Mužík, Jan Poděbradský, Štěpán Tesařík und Karel Bláha mit 44 Hundertstelsekunden Vorsprung vor der deutschen Staffel. In der Freiluftsaison erreichte er das olympische Halbfinale in Sydney.
2001 bei den Weltmeisterschaften 2001 in Edmonton qualifizierte er sich für das Finale und belegte dort den siebten und letzten Platz. Bei den Halleneuropameisterschaften 2002 in Wien belegte Mužík den fünften Platz im 400-Meter-Lauf. Im Hürdenfinale den Freilufteuropameisterschaften in München war der Franzose Stéphane Diagana in 47,58 s nicht zu schlagen, dahinter lieferten sich Mužík und Titelverteidiger Paweł Januszewski aus Polen ein Kopf-an-Kopf-Rennen, bei dem Mužík am Ende als Zweitplatzierter in 48,43 s um drei Hundertstelsekunden vorn lag. Die tschechische Staffel belegte in München den vierten Platz.
Nach München erreichte Mužík kein großes Finale mehr. Bei den Weltmeisterschaften 2003 und den Olympischen Spielen 2004 schied er jeweils im Halbfinale aus. Mužík wurde 1997, 2001, 2002 und 2004 tschechischer Meister über 400 Meter Hürden. Er startet für Dukla Prag, ist 1,81 m groß und sein Wettkampfgewicht beträgt 75 kg.